# Giovanni D’Ascenzi
Giovanni D’Ascenzi (* 6. Januar 1920 in Valentano, Provinz Viterbo, Italien; † 26. Februar 2013 in Monte San Savino, Provinz Arezzo) war Bischof von Arezzo-Cortona-Sansepolcro.

## Leben
Giovanni D’Ascenzi empfing am 19. Juni 1943 in Montefiascone die Priesterweihe. 1950 schloss er seine Studien an der Fakultät für Theologie der Päpstlichen Universität Gregoriana ab. 1952 wurde er von Papst Pius XII. zum Monsignore ernannt. Er war bis 1975  Direktor der Coltivatore diretti. Er war beim Zweiten Vatikanischen Konzil wesentlich beteiligt an der Ausarbeitung der Pastoralkonstitution Gaudium et Spes.
Papst Paul VI. ernannte ihn am 7. Oktober 1975 zum Bischof von Pitigliano-Sovana. Die Bischofsweihe spendete ihm der Kardinalpräfekt der Kongregation für die Bischöfe, Sebastiano Baggio, am 7. Dezember desselben Jahres; Mitkonsekratoren waren Ismaele Mario Castellano OP, Bischof von Colle di Val d’Elsa und Luigi Boccadoro, Bischof von Viterbo und Tuscania. 
Papst Johannes Paul II. ernannte ihn am 11. April 1983 zum Bischof von Arezzo, Cortona und Sansepolcro. Mit der Zusammenlegung dieser Diözesen am 30. September 1986 wurde D’Ascenzi der erste Bischof von Arezzo-Cortona-Sansepolcro.
Während seines Episkopats besuchte Papst Johannes Paul II. im Jahr 1993 Arezzo und Cortona sowie das Kloster La Verna und die Kamaldulenser in Camaldoli und kam zur Marienwallfahrt in den Jahren 1995 und 1996. 
Am 8. Juni 1996 nahm Papst Johannes Paul II. sein aus Altersgründen vorgebrachtes Rücktrittsgesuch an.